# Moundville (Alabama)
Moundville – miasto w Stanach Zjednoczonych, w stanie Alabama, w hrabstwie Hale. W roku 2023 miasto zamieszkiwało 3516 osób, a gęstość zaludnienia wynosiła 341,4 osoby/km².